# 大高村 (岡山県)
大高村（おおたかそん）は、かつて岡山県都窪郡にあった自治体である。現在は倉敷市倉敷地域の大高・葦高・老松・中洲（一部）地区に分かれている。

## 概要
1901年（明治34年）4月1日に葦高村と大市村が合併して発足し、村名は各村から一文字ずつ取った合成地名である。東高梁川の沖積によって阿智潟と呼ばれる干潟が存在し、江戸期に本格的に開発された新田地帯であった。

## 地理
- 山：足高山

## 沿革
- 1889年（明治22年）6月1日 - 窪屋郡笹沖村・吉岡村・西中新田村・白楽市村・老松村が合併し、同郡葦高村（あしたかそん）を新設。また同郡沖村・安江村・四十瀬村・富井村・福井村が合併し同郡大市村（おおいちそん）を新設。
- 1900年（明治33年）4月1日 - 郡の統合により都窪郡となる。
- 1901年（明治34年）4月1日 - 葦高村・大市村が合併し、大高村を新設。合併各村の10大字を継承し、役場を沖に設置[1]。
- 1927年（昭和2年）4月1日 - 都窪郡倉敷町（初代）・万寿村と対等合併し、新・倉敷町を新設する。
- 1928年（昭和3年）4月1日 - 新・倉敷町が市制施行し、倉敷市（初代）となる。
- 1935年（昭和10年） - 役場所在地であった沖の一部が堀南となる[2]。
- 1978年（昭和53年） - 沖の一部が田ノ上新町・沖新町となる[2]。

## 当時の主要施設
- 足高神社
- 大高尋常高等小学校（現・倉敷市立大高小学校）
- 山陽本線 - 駅は無し

## 地域
当時の管轄地域は、現在の地域では以下の通り。いずれも倉敷市。
老松
老松（老松・田ノ上・田ノ上新町）、白楽市（白楽町）
葦高
笹沖（国道2号岡山バイパス以北除く）、吉岡、堀南（国道2号岡山バイパス以北除く）
大高
沖（沖・沖新町）、四十瀬、富井（上富井・西富井・東富井）、福井、笹沖（国道2号岡山バイパス以北）、堀南（国道2号岡山バイパス以北）
中洲
安江